# Strzeszów, Tỉnh West Pomeranian
Strzeszów [ˈstʂɛʂuf] (German Stresow) là một ngôi làng thuộc khu hành chính của Gmina Trzcińsko-Zdrój, thuộc quận Gryfino, West Pomeranian Voivodeship, ở phía tây bắc Ba Lan. Nó nằm khoảng 3 kilômét (2 mi)   về phía bắc Trzcińsko-Zdrój, 31 km (19 mi)     phía nam Gryfino và 48 km (30 mi) phía nam thủ đô khu vực Szczecin.
Trước năm 1945, khu vực này là một phần của Đức.
Làng có dân số 220.